# Солт Лик (Кентаки)
Солт Лик (енгл. Salt Lick) град је у америчкој савезној држави Кентаки.

## Демографија
По попису из 2010. године број становника је 303, што је 39 (-11,4%) становника мање него 2000. године.
| Група             | 2000.       | 2010.       |
| Белци             | 339 (99,1%) | 300 (99,0%) |
| Афроамериканци    | 0 (0,0%)    | 1 (0,3%)    |
| Азијати           | 0 (0,0%)    | 0 (0,0%)    |
| Хиспаноамериканци | 0 (0,0%)    | 0 (0,0%)    |
| Укупно            | 342         | 303         |